# Gebetskette (Gebetsform)
Eine Gebetskette ist eine intensive Form der Fürbitte, bei der mehrere Beter abwechselnd festgelegte Gebetszeiten einhalten, so dass über einen längeren Zeitraum hinweg ununterbrochen Tag und Nacht gebetet wird. Eine einzelne Gebetszeit dauert dabei in der Regel 1 bis 3 Stunden. Manche Gebetsketten bestehen auch lediglich darin, dass nicht pausenlos, sondern regelmäßig (z. B. einmal täglich) für bestimmte Anliegen gebetet wird.
Gebetsketten werden insbesondere von evangelikalen und charismatisch orientierten Christen organisiert, um besondere Notlagen abzuwenden oder um einen Ort, eine Gruppe, eine Veranstaltung oder eine besonders exponierte Person unter den Schutz Gottes zu stellen.
Der besondere Reiz einer Gebetskette liegt in der Vorstellung begründet, das ununterbrochene Gebet sei wie ein ewiges Feuer, das nie verlischt, sondern beständig an Gottes Altar brennt. Ewiges Feuer oder ewiges Licht spielt in vielen Kulten, auch in der christlichen Tradition, eine Rolle.
Lang andauernde Gebetsketten werden auch als 24-Stunden-Gebet oder Wächtergebet bezeichnet. Ein berühmtes historisches Beispiel dafür ist die Gebetswache der Herrnhuter Brüdergemeine, in der vom 27. August 1727 an 120 Jahre lang ununterbrochen Tag und Nacht gebetet wurde.